# Метод Брюса Шнайера
Метод Брюса Шнайера — алгоритм безпечного видалення даних (інформації) з жорсткого диска комп'ютера. Метод був запропонований Брюсом Шнайєром. Алгоритм складається з семи циклів, орієнтованих на повне знищення інформації на жорстких магнітних дисках.
Метод вперше був представлений в книзі «Прикладна криптографія — Протоколи, алгоритми, вихідні тексти на мові С» в 1996 році.

## Причина
У більшості операційних систем файл являє собою деяку запис і посилання в таблиці. При видаленні операційна система просто видаляє покажчик на файл без вилучення самого вмісту файлу. Наприклад популярна операційна система Windows після звичайного видалення поміщає файл в тимчасове сховище — кошик, звідки файл легко відновлюється будь-яким користувачем без втрат. Розглядаючи процес видалення без приміщення в кошик (в Windows — при натисканні комбінації Shift + Delete) легко звернути увагу, що навіть коли розмір файлу досить великий (порядку кількох гігабайтів) то процес видалення все одно відбувається швидко. Дійсно, операційна система позначає область, зайняту файлом як вільну. А саме вміст файлу ще існує на тому ж місці поки не будуть записані нові дані. Нікому не відомо коли відбувається перезапис, але про те як прочитати і відновити ці дані знають багато.

## Опис методу
В одну перезаписувану сесію входить 7 проходів. Перший прохід в кожен байт кожного сектора записуються логічні одиниці. Другий прохід записуються логічні нулі. З 3 по 7 прохід записуються послідовності випадкових чисел.
| Прохід | Запис               | Запис                     |
| Прохід | У Двійковій нотації | В Шістнадцятковій нотації |
| ------ | ------------------- | ------------------------- |
| 1      | 11111111            | 0xFF                      |
| 2      | 00000000            | 0x00                      |
| 3      | (Псевдовипадкові)   | (Псевдовипадкові)         |
| 4      | (Псевдовипадкові)   | (Псевдовипадкові)         |
| 5      | (Псевдовипадкові)   | (Псевдовипадкові)         |
| 6      | (Псевдовипадкові)   | (Псевдовипадкові)         |
| 7      | (Псевдовипадкові)   | (Псевдовипадкові)         |

Всі програмні методи безпечного видалення інформації можна розділити на 3 рівні за ступенем надійності.
- Нульовий рівень: замість повного перезапису в завантажувальний сектор, основну і резервну таблицю розділів записані послідовності нулів.
- Перший рівень: записуються послідовності нулів та одинички в сектор, де знаходиться інформація.
- Другий рівень: перезапис інформації відбувається кілька разів, причому записуються не тільки нулі, але одиниці та інші вибрані або випадкові значення.

Метод Шнайера відноситься до другого рівня.
Після перших двох проходів (запису нулів і одиниць) програмний доступ до перезаписаних даними фактично неможливий, але тим не менше існує можливість відновлення інформації через наявність залишкової намагніченості крайових областей доріжок диска.
Останні проходи записують випадкові (шумові) коди. Після цього магнітна структура над доріжками, де зберігалися дані, руйнується. Причому тут повторюється перезапис кілька разів щоб збільшити ймовірність перезапису крайових доріжок. Таким чином різко ускладнюється завдання відновлення даних.
Наведемо приклад:
- Вихідний файл

Cryptography (or cryptology; from Greek κρυπτός, «hidden, secret»; and γράφειν, graphein, «writing», or -λογία, -logia, «study», respectively) is the practice and study of techniques for secure communication in the presence of third parties (called adversaries).More generally, it is about constructing and analyzing protocols that overcome the influence of adversaries and which are related to various aspects in information security such as data confidentiality, data integrity, authentication, and non-repudiation. Modern cryptography intersects the disciplines of mathematics, computer science, and electrical engineering. Applications of cryptography include ATM cards, computer passwords, and electronic commerce.
- Після перезапису одиницями

 яяяяяяяяяяяяяяяяяяяяяяяяяяяяяяяяяяяяяяяяяяяяяяяяяяяяяяяяяяяяяяяяяяяяяяяяяяяяяяяяяяяяяяяяяяяяяяяяяяяяяяяяяяяяяяяяяяяяяяяяяяяяяяяяяяяяяя яяяяяяяяяяяяяяяяяяяяяяяяяяяяяяяяяяяяяяяяяяяяяяяяяяяяяяяяяяяяяяяяяяяяяяяяяяяяяяяяяяяяяяяяяяяяяяяяяяяяяяяяяяяяяяяяяяяяяяяяяяяяяяяяяяяяяя яяяяяяяяяяяяяяяяяяяяяяяяяяяяяяяяяяяяяяяяяяяяяяяяяяяяяяяяяяяяяяяяяяяяяяяяяяяяяяяяяяяяяяяяяяяяяяяяяяяяяяяяяяяяяяяяяяяяяяяяяяяяяяяяяяяяяя яяяяяяяяяяяяяяяяяяяяяяяяяяяяяяяяяяяяяяяяяяяяяяяяяяяяяяяяяяяяяяяяяяяяяяяяяяяяяяяяяяяяяяяяяяяяяяяяяяяяяяяяяяяяяяяяяяяяяяяяяяяяяяяяяяяяяя яяяяяяяяяяяяяяяяяяяяяяяяяяяяяяяяяяяяяяяяяяяяяяяяяяяяяяяяяяяяяяяяяяяяяяяяяяяяяяяяяяяяяяяяяяяяяяяяяяяяяяяяяяяяяяяяяяяяяяяяяяяяяяяяяяяяяя яяяяяяяяяяяяяяяяяяяяяяяяяяяяяяяяяяяяяяяяяяяяяяяяяяяяяяяяяяяяяяяяяяяяяяяяяяяяяяяяяяяяяяяяяяяяяяяяяяяяяяяяяяяяяяяяяяяяяяяяяяяяяяяяяяяяяя яяяяяяяяяяяяяяяяяяяяяяяяяяяяяяяяяяяяяяяяяяяяяяяяяяяяяяяяяяяяяяяяяяяяяяяяяяяяяяяяяяяяяяяяяяяяяяяяяяяяяяяяяяяяяяяяяяяяяяяяяяяяяяяяяяяяяя яяяяяяяяяяяяяяяяяяяяяяяяяяяяяяяяяяяяяяяяяяяяяяяяяяяяяяяяяяяяяяяяяяяяяяяяяяяяяяяяяяяяяяяяяяяяяяяяяяяяяяяяяяяяяяяяяяяяяяяяяяяяяяяяяяяяяя яяяяяяяяяяяяяяяяяяяяяяяяяяяяяяяяяяяяяяяяяяяяяяяяяяяяяяяяяяяяяяяяяяяяяяяяяяяяяяяяяяяяяяяяяяяяяяяяяяяяяяяяяяяяяяяяяяяяяяяяяяяяяяяяяяяяяя яяяяяяяяяяяяяяяяяяяяяяяяяяяяяяяяяяяяяяяяяяяяяяяяяяяяяяяяяяяяяяяяяяяяяяяяяяяяяяяяяяяяяяяяяяяяяяяяяяяяяяяяяяяяяяяяяяяяяяяяяяяяяяяяяяяяяя яяяяяяяяяяяяяяяяяяяяяяяяяяяяяяяяяяяяяяяяяяяяяяяяяяяяяяяяяяяяяяяяяяяяяяяяяяяяяяяяяяяяяяяяяяяяяяяяяяяя
- Після перезапису випадковими значенями

.И.?Яо&ќЄ6Л'RЅйЪђsU'т. tКеБЄ.e.™#хѓјµ.ЊС.ГҐ..МЅ^.]Ь§јй.|wЮт);Vѓ°З™]Ж'Xt<i§Я•—'‰·q.!І.Gыl5·c/.¤і`“А.Є·.•<џф.¦§к@"ђшQf.ЉвэТН.4ЦФQй.иДҐ}иt.ly&щ..&Ґ'~Вт+†'е&Ќ њд>†|к0ьЪх^Ђм!.р—x†б% - ї. B. v?ѓ$Р".|ів.ѕ%0z-QґqІцЧЖ·,ƒ,Б7з. H..тіUrТщ.:o^7.8*ѕ<фґј.f*!.d.ѕаыЊхь"™кЬ.Љц•Р‡сҐЃ.ЗDЕ.е¶2Ћйр p.ґµрЪ•ҐММ.аФн харч?їхдЦ &Р8&".Ѕ"Б}—Кз‡.Р9џ.њ.ц. Ж. .ъ—'®Ц¦€6МЃ"¶...'w¤./*з•qj"(‡.Q. q"‡р. OOzЏPRYф~эLлvs.2n¤йһ.gUW5i....>.удХ".вХЅшї/ШШОўх9єV±)сБ.ЫцЉр#.цс >Мкимсб@Ж¶БсКхЧ"р..C°.'.±ј'r.OуЊNUЫ¦ylяЅС.%* ; 9Г/ЗууиЅ|хв}:Њ+?=©.h".єс. єЫ.^сг"нһу.GAЪ©—ЇрмП%вРъбг9.'WeEЊ..Ј•.FEZ."ВГЛИБ\"%9.k(.ш. Пиѕ.пЖТ<.П,мії"nt@Я...d.НК@їН.....ќ.¤Пум†9Й0g0к54џќGҐ™Qг+(&`ЯІю‡Ни-_¦lъqy.ґЃYЋКгўпrzЙР.кћТЕ"З†ЙЂФ1.ін.lOЌАаЙ~po.НР{QS3¦:`Z. ЊќЈGN!.б.~]]й.lezq.®РЪ .:фЄф. Еђ.€і*л@!R..,Xx-*...Я. 1.*һпЅвь#I-.ћ¶..П#7dЖДЦLv...t(•...'. WS&ќ.€BKv.!3{`!.јђ...до'!.Їх..'-..R. 8µA‰2)1ЙХЪ.У©Ю".C."Ощ^ЄQЎ"Є®4(+уһжґЌК#§м+.йдѓ.ЏсџZ•ођ5сш^#.дп]Хµ.шµЛz{сГ]<.FцҐs©ђ&D.¦Јѓ<ў"рІдЊ.ыЮМ1оЃЕ.y'м.ЈІ Х. А.€-.Ю". ·ЩТ['.8ќl.g{c4B.зlK"бТвРящР&СНђњА8Й•.зО-є't. ГЖЖ‡аТЗ+N—Ан&-""+т"XUНГ€ьМЋє#3зF!Ье.ї•.zП:.:c6"..б.@ю. Ш."ЬъВИ9кєІ"ь(Нд·g(.0Д™.;xX^ЅҐЕФп m¦Ььэ.0ґ4AгF.&Ц...М..идЪфкЂ';ВЦҐп."є:ОЂ..QЅфџ.hB.¶}упІЎlj"A&{1*КуЅҐ"Uh9f'Qл†TFЧ'sp-СР6‡¶:xd.кФВ6лр¦ыи.Чъ,‰.#Ј..µ—чЉ.|,. д6.Ще†йїД.фРNm .UЮoyFШFt.М$Ю!аЏЬЉдТ'Чў.СбЎае.±.-"дЇ..кЬ™n&..9:^‡Ѓ'Ю~јўаЋ.ИрЫг"рФІ.Љ*ЈЈЊ¦мОЈЂ.§.`t4•.ЋпЈЦЧНі.h, r..©.В.-О.;wd.¦wАЦРГкЃ?|ДЇ44.€ч-ІЗНЭ}їЈGfИПь..E. j[%ґ2.Яһ—~M. ЄЦП&.vП'рск‰.SCr5.s"А. ћ...&ш®v$рЮ#n^·ъАьфьЙэ.вК'".р%аВеБМјЇ.Щ~paf...7НО цІ.{" ~Шп· КО©Zµ№¦fA. Я. fv)W:Wн. ЧЕ?<=Њ.c¤

## Відновлення знищених даних
Хоча алгоритм Шнайера (як та інші алгоритми знищення даних шляхом перезапису) дає можливість заборонити програмний доступ до даних, але з допомогою спеціального обладнання (наприклад, магнітно-силового мікроскопа, МСМ) інформацію можна відновити.
МСМ застосовується для діагностики якості магнітних покриттів записуючих пристроїв (у тому числі жорсткого диска). Отримане зображення має високий дозвіл і дозволяє аналізувати щільності запису інформації. На малюнку показано отримане зображення окремих бітів диска. Використовуючи ці зображення, вивчають процес перемагнічування, видалення, запису інформації. А якщо окремі зображення зібрати для отримання повного зображення магнітного покриття диска і звідси зрозуміти, які дані були записані.
МСМ може застосовуватися і для несанкціонованого отримання інформації. Цей підхід пояснюється тим, що траєкторія руху головки жорсткого диска ніколи не збігається з доріжкою через мінливість швидкості обертання шпинделя. Тому між доріжками знаходяться залишки від попередніх циклів запису. Ці залишки не впливають на процеси читання самого диска але вони дозволяють отримати магнітний рельєф поверхні, тобто дадуть можливість відновити знищені дані навіть коли на місце вже були записані інші дані.

## Переваги, недоліки

### Недоліки
- Перезапис інформації застосовується тільки на справному диску.
- Надійність знищення інформації низька.
- Процес перезапису може займати тривалий час.

### Переваги
- Простота реалізації.
- Є можливість подальшого використання носіїв.

## Дивись також
- Відновлення даних
- Алгоритми знищення інформації
- Залишкова інформація
- Жорсткий диск
- Магнітний силовий мікроскоп
- Інформаційна безпека

## Програмне забезпечення
- Acronis DriveCleanser
- Kaspersky Total Security, контроль безпеки, резервне копіювання, шифрування даних, видалення даних, менеджер паролів
- Eraser тільки на Windows
- Hardwipe
- Total Privacy, утиліта компанії Pointstone
- east-tec DisposeSecure
- Securely File Shredder
- Permanently Delete Files
- SecuWipe
- scrub — тільки на UNIX системі
- CBL Data Shredder

Також існує безліч різних утиліт для операційних систем.